# Dorstenia peltata
Dorstenia peltata är en mullbärsväxtart som beskrevs av Spreng.. Dorstenia peltata ingår i släktet Dorstenia och familjen mullbärsväxter. Inga underarter finns listade i Catalogue of Life.